# 존 러셀 하인드

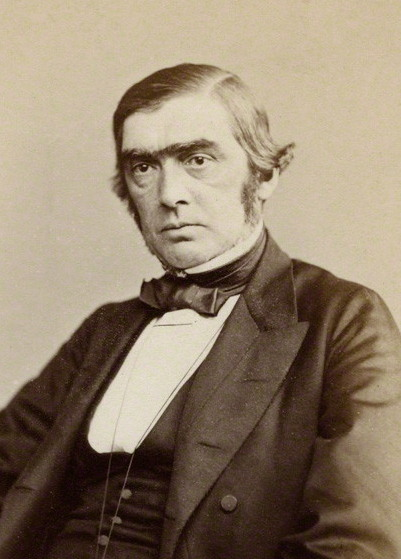

존 러셀 하인드(John Russell Hind, 1823년 5월 12일 – 1895년 12월 23일)는 잉글랜드의 천문학자이다.

## 생애
레이스(lace) 제조자 존 하인드와 엘리자베스 러셀의 아들로서 노팅엄에서 1823년 태어났다. 노팅엄 고등학교에서 교육을 받았다.

## 영예
| 7 이리스      | 1847년 8월 13일  | MPC |
| 8 플로라      | 1847년 10월 18일 | MPC |
| 12 빅토리아   | 1850년 9월 13일  | MPC |
| 14 이레네     | 1851년 5월 19일  | MPC |
| 18 멜포메네   | 1852년 6월 24일  | MPC |
| 19 포르투나   | 1852년 8월 22일  | MPC |
| 22 칼리오페   | 1852년 11월 16일 | MPC |
| 23 탈리아     | 1852년 12월 15일 | MPC |
| 27 에우테르페 | 1853년 11월 8일  | MPC |
| 30 우라니아   | 1854년 7월 22일  | MPC |